# Fiole

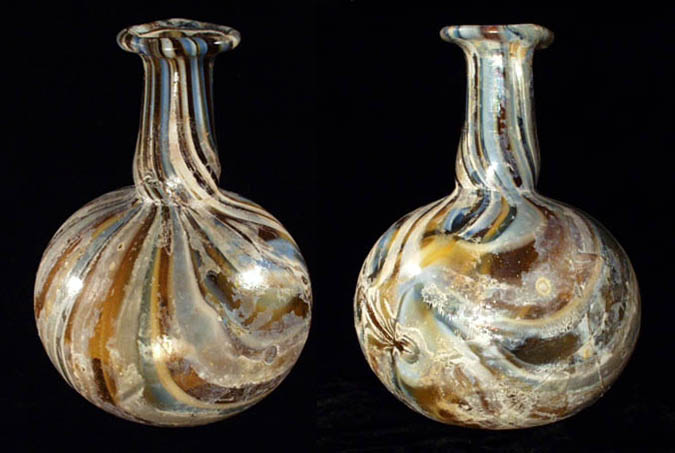
Deux Unguentaria marbrés.

Une fiole est une sorte de flacon en verre ou parfois en plastique.
Le terme est surtout utilisé pour des objets anciens ou précieux et la verrerie de laboratoire.

## La fiole dans les œuvres de fiction
Dans le roman Le Seigneur des anneaux de J. R. R. Tolkien, la Fiole de Galadriel est une fiole contenant l'eau d'une fontaine renfermant la lumière de l'étoile d'Eärendil.